# Just Got Lucky
Just Got Lucky è una canzone del gruppo musicale statunitense Dokken, estratta come secondo singolo dal loro secondo album Tooth and Nail sul finire del 1984. Ha raggiunto la posizione numero 27 della Mainstream Rock Songs negli Stati Uniti.

## Tracce
7" Single  A|B Elektra 7-69664
1. Just Got Lucky – 4:34
2. Don't Close Your Eyes – 4:10

## Classifiche
| Classifica (1985)             | Posizione massima |
| ----------------------------- | ----------------- |
| Stati Uniti (mainstream rock) | 27                |